# Warunek Lindeberga

## Definicja
Powiemy, że schemat serii {\displaystyle (X_{n,k_{n}})} spełnia warunek Lindeberga, jeśli dla każdego {\displaystyle \epsilon >0} zachodzi
{\displaystyle L_{n}(\epsilon )={\frac {1}{s_{n}^{2}}}\sum _{k=1}^{k_{n}}E((X_{n,k}-EX_{n,k})^{2}\mathbf {1} _{\{|X_{n,k}-EX_{n,k}|>\epsilon s_{n}\}}){\xrightarrow[{n\to \infty }]{}}0,} gdzie {\displaystyle s_{n}^{2}=\sum _{k=1}^{k_{n}}D^{2}X_{n,k}.}

## Konsekwencje
Jeśli spełniony jest warunek Lindeberga, to {\displaystyle (\max _{1\leqslant k\leqslant k_{n}}\sigma _{n,k}){\xrightarrow[{n\to \infty }]{}}0,} gdzie {\displaystyle \sigma _{n,k}={\sqrt {\frac {D^{2}X_{n,k}}{s_{n}^{2}}}}.}
Dowód
Dowodzimy przez zaprzeczenie. Załóżmy, że {\displaystyle \exists \delta _{0}>0} taka, że {\displaystyle \limsup _{n\to \infty }(\max _{1\leqslant k\leqslant k_{n}}\sigma _{n,k})=\delta _{0}.}
Wówczas istnieje ciąg {\displaystyle (a_{n})} liczb naturalnych spełniający:
Dla {\displaystyle \delta ={\frac {\delta _{0}}{2}}>0\;\forall n\in \mathbf {N} \;\exists k\;:{\Bigg (}\sigma _{a_{n},k}\geqslant \delta \iff {\sqrt {\frac {D^{2}X_{a_{n},k}}{s_{a_{n}}^{2}}}}\geqslant \delta \iff D^{2}X_{a_{n},k}\geqslant \delta ^{2}s_{a_{n}}^{2}{\Bigg )}.}
Ostatnią nierówność możemy zapisać jako:
{\displaystyle D^{2}X_{a_{n},k}=E(X_{a_{n},k}-EX_{a_{n},k})^{2}=E(X_{a_{n},k}-EX_{a_{n},k})^{2}\mathbf {1} _{\{|X_{a_{n},k}-EX_{a_{n},k}|>\epsilon s_{a_{n}}\}}+E(X_{a_{n},k}-EX_{a_{n},k})^{2}\mathbf {1} _{\{|X_{a_{n},k}-EX_{a_{n},k}|\leqslant \epsilon s_{a_{n}}\}}\geqslant \delta ^{2}s_{a_{n}}^{2}} dla każdego {\displaystyle \epsilon >0.}
Teraz z ostatniej nierówności otrzymujemy:
{\displaystyle E(X_{a_{n},k}-EX_{a_{n},k})^{2}\mathbf {1} _{\{|X_{a_{n},k}-EX_{a_{n},k}|>\epsilon s_{a_{n}}\}}\geqslant \delta ^{2}s_{a_{n}}^{2}-E(X_{a_{n},k}-EX_{a_{n},k})^{2}\mathbf {1} _{\{|X_{a_{n},k}-EX_{a_{n},k}|\leqslant \epsilon s_{a_{n}}\}}\geqslant \delta ^{2}s_{a_{n}}^{2}-\epsilon ^{2}s_{a_{n}}^{2}.}
Zatem:
{\displaystyle L_{a_{n}}(\epsilon )\geqslant {\frac {1}{s_{a_{n}}^{2}}}E(X_{a_{n},k}-EX_{a_{n},k})^{2}\mathbf {1} _{\{|X_{a_{n},k}-EX_{a_{n},k}|>\epsilon s_{a_{n}}\}}\geqslant \delta ^{2}-\epsilon ^{2}.}
Ale dla {\displaystyle \epsilon <\delta } ostatnia wartość jest zawsze dodatnia, niezależnie od n, co przeczy warunkowi Lindeberga.